# Iveco LMV
Iveco LMV (en. Light Multirole Vehicle - lako višenamjensko vozilo) je vojno namjensko vozilo čvrste konstrukcije i velike pokretljivosti, projektirano kako bi odgovaralo svim zahtjevima koji prate vojna djelovanja. Razvio ga je talijanski Iveco i u službi je u oružanim snagama nekoliko država.
Nakon što ga je prihvatila Talijanska vojska pod imenom VTLM Lince, pobijedio je na natječaju "FCLV" (en. Future Command and Liaison Vehicle - buduće zapovjedno vozilo i vozilo za vezu) Britanske vojske kao Panther, a prihvatile su ga i Belgijska, Hrvatska te Norveška vojska. Interes za kupnju pokazuju i vojske drugih država članica NATO-a.

## Značajke i namjena
Konstruirano je sa značajkama niske siluete koja osim zaštitne funkcije omogućava lak prijevoz zrakoplovom bez prethodnih modifikacija na vozilu, te brodom i željeznicom. Moguće ga je prevoziti i helikopterom i ispuštati padobranom. Uporabom raznih materijala i konstrukcijskih rješenja postignuta je niska mogućnost otkrivanja potencijalnih neprijateljskih senzora kao što su optički, termalni i radarski uređaji, a kompatibilno je s uređajima za noćno promatranje, što omogućava vožnju noću bez svjetala i uporabu pomagala za noćno promatranje, te uporabu vozila u specijalnim operacijama. 
Vozilo je opremljeno centralnim sustavom za napuhavanje guma i prilagođeno za rad u klimatskim uvjetima od -32°C do +49°C. Korisna nosivost mu omogućava smještaj dodatnog tereta i opreme, a konstrukcijom i sustavom kočenja prilagođen je za vuču oruđa i priključnih sredstava.
Zbog modularne konstrukcije vozilo je višenamjensko, odnosno može se rabiti za različite misije, uključujući izviđanje, zapovijedanje, logistiku, patroliranje, vezu, sanitet ili topništvo, a s ugradnjom raznog naoružanja može biti konfigurirano u brojnim drugim inačicama.
Vozilo osigurava zaštitu od različitih oblika opasnosti za posadu. Može biti opremljeno sustavom NBK zaštite, a pruža maksimalnu razinu protubalističke i protuminske zaštite za posadu zahvaljujući ugrađenom paketu protubalističe i protuminske zaštite koja uključuju najnovija dostignuća u zaštiti. Kotači su udaljeni od kabine pa će u slučaju eksplozije doći do uništavanja prednjeg dijela vozila, ali će se umanjiti utjecaj minske eksplozije na kabinu, a slično je i sa stražnjim dijelom vozila. Veliki klirens (prostor od najniže točke vozila do površine zemlje), smještaj spremnika za gorivo u stražnji dio vozila, izbjegavanje postavljanja teških komponenti ispod kabine jer bi mogle ugroziti posadu u slučaju eksplozije, dno kabine u V-obliku i brojni drugi detalji inkorporirani pri dizajnu kabine osiguravaju maksimalnu protuminsku i protubalističku zaštitu.
Također, prilikom dizajniranja unutrašnjosti kabine sve je bilo podređeno zaštiti posade. Vozilo je opremljeno antiminskim sjedalima koja su ovješena i nisu izravno učvršćena na pod vozila kako bi se izbjeglo izravno preuzimanje udara na posadu, a dodatna sigurnost su pojasevi s kopčanjem u pet točaka i lateralni oslonci za glavu koji smanjuju oscilaciju glave. Kabina je iznutra ojačana cijevnim potpornjima što dodatno ojačava kabinu i osigurava posadu u slučaju prevrtanja.

## Tehnički podaci
- Broj osoba za prijevoz: 5
- Ukupna nosivost: 7 000 kg
- Snaga motora: 140 kW (190 KS)
- Međuosovinski razmak: 3 230 mm
- Radijus okretaja: 14 300 mm
- Prilazni kut: 58 °
- Odlazni kut: 45 °
- Bočni nagib: 40 %
- Uspon: 60 %
- Klirens (prostor od najniže točke vozila do površine zemlje): 473 mm
- Vodena prepreka bez pripreme: 850 m
- Vodena prepreka s pripremom: 1,5 m
- Doseg uporabe: cca 500 km
- Brzina: ograničena na 115 km/h
- Prijenos: ZF automatski 6+1
- Odnos snage i težine: 20 kW/t
- Maksimalna vuča: 4,2 t.

## Korisnici
- Italija: Talijanska vojska, Talijanska ratna mornarica
- Ujedinjeno Kraljevstvo: Britanska vojska
- Belgija: Belgijska kopnena komponenta
- Norveška: Norveška vojska
- Hrvatska: Hrvatska kopnena vojska
- Španjolska: Španjolska vojska
- Bosna i Hercegovina: Oružane snage Bosne i Hercegovine
- Češka: Češka vojska
- Albanija: Albanska vojska